# Pozo superprofundo de Kola
El pozo superprofundo de Kola (KSDB) o SG-3 es un foso excavado en la corteza terrestre de gran profundidad. Es el resultado de un proyecto de prospección científica de la antigua Unión Soviética con el propósito de adentrarse en el subsuelo.
Está situado geográficamente en la península de Kola y políticamente en el raión de Pechenga (óblast de Múrmansk) de la Rusia actual —cerca de Noruega y Finlandia—. A diferencia de otros sondeos profundos cuyos fines han sido la búsqueda de petróleo o la exploración, la finalidad del SG-3 fue la investigación de la litosfera en el lugar donde la discontinuidad de Mohorovičić se acerca a la superficie de la Tierra. La base de este hoyo se situaba entre la corteza (basalto) y el manto superior o sial (silicato de aluminio) hablando de un modelo estático o geoquímico del interior nuclear.
La perforación comenzó el 24 de mayo de 1970, usando perforadoras Uralmash-4E y, posteriormente, Uralmash-15000. Se abrieron varios pozos partiendo de la rama central. El más hondo, el SG-3, se completó en 1989, alcanzando los 12 262 metros de profundidad, que lo convierte en el foso más hondo de los prospectados hasta ahora por el hombre.

## Excavación
El proyecto fue propuesto en 1962 y asignado al Consejo Científico Interdepartamental para el estudio de la Tierra (Межведомственный научный совет по проблемам изучения недр Земли и сверхглубокого бурения [Mezhvedomstvienyy Nauchnyy Sovet Po Problemam Izucheniya Nedr Zemli I Sverkhglubokogo Bureniya]). El lugar de perforación fue elegido en 1965 en el noroeste de la Unión Soviética con coordenadas 69°23′46.39″N 30°36′31.20″E / 69.3962194, 30.6086667, a 10 kilómetros al oeste de la ciudad de Zapoliarni.

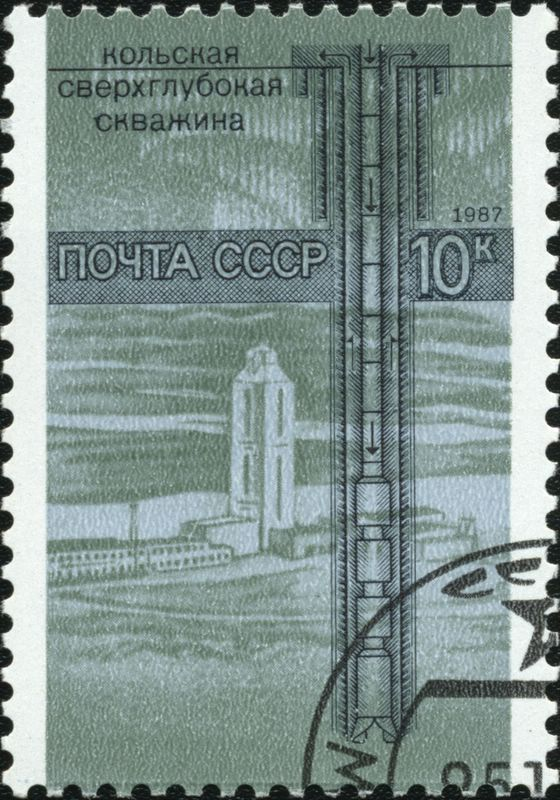
Pozo superprofundo de Kola conmemorado en un sello de 1987.

El objetivo inicial fue fijado en los 15 000 metros. El 6 de junio de 1979, se batió la marca de profundidad a nivel mundial, el del pozo Bertha Rogers (9583 metros) en el condado de Washita (Oklahoma, Estados Unidos). El nivel de 12 000 m se pasó en 1983, y se detuvieron los trabajos alrededor de un año. Este período de marcha lenta dio lugar a un accidente decepcionante el 27 de septiembre de 1985: después de alcanzar los 12 066 m, hubo un derrumbamiento que cubrió de tierra unos 5000 metros. Hubo que perforar otra vez a partir de la cota de 7000 metros, alcanzando 12 262 metros en 1989. En ese año, se esperaba que la hondura del pozo alcanzase 13 500 m a finales de 1990 y 15 000 m en 1993, pero resultó ser inalcanzable profundizar a un nivel mayor de 12 262 m, y se detuvieron los trabajos en 1992. El motivo fue que se hizo imposible, técnicamente, el hecho de ahondar más en la corteza, pues la temperatura de unos 185 °C (cuando habían calculado casi la mitad a esas cotas) hacía fluir continuamente una masa de fango e hidrógeno. Hoy en día, los estudios geológicos continúan de la mano de la empresa estatal GNPP Nebra, con un laboratorio geológico a 8578 m de profundidad.

## Investigación
La perforación de Kola penetra a través de un tercio de la corteza continental báltica, cuyo grosor se calcula en 35 kilómetros, exponiendo a la luz rocas de 2700 millones de años de antigüedad existentes en el fondo. El proyecto ha sido lugar de extensos estudios geofísicos.
Los campos de estudio han sido: 

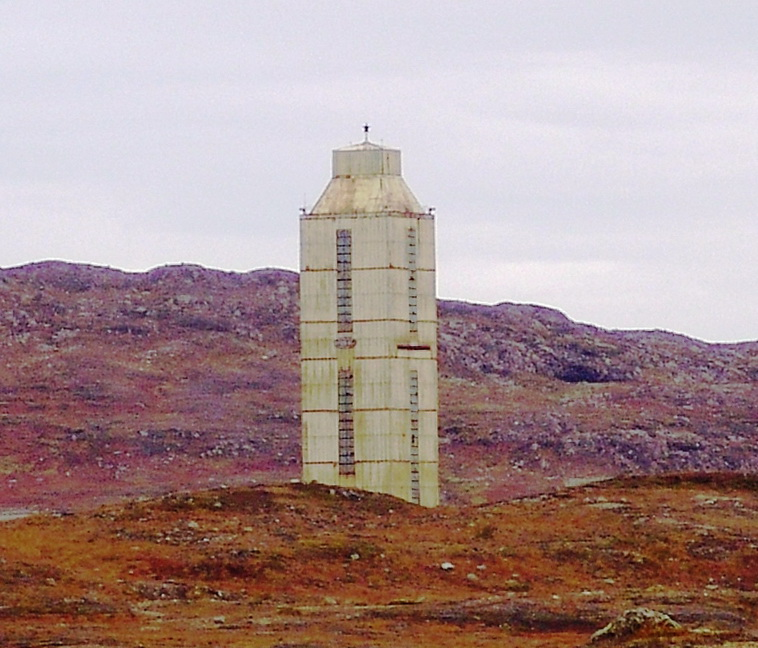
Estructura exterior del pozo en 2007.

- La estructura profunda de la placa báltica.
- Discontinuidades sísmicas y el régimen termal en la corteza de tierra.
- La composición física y química de la corteza profunda y la transición de la superior a una corteza más baja.
- Geofísica de la litosfera.
- Métodos para crear y desarrollar las tecnologías para el estudio geofísico profundo.

Para los científicos, uno de los resultados más fascinantes que ha emergido de estos trabajos ha sido el hecho de no encontrar cambio de velocidades sísmicas en la hipotética transición del límite de Jeffrey del granito al basalto que está en el fondo de la capa de roca metamórfica que se extiende cerca de 5 a 10 kilómetros bajo la superficie. Sorprendentemente, allí la roca está fracturada y saturada de agua. Agua que, a diferencia de la superficial, debe de haber venido de los minerales de la corteza profunda, y no ha podido alcanzar la superficie debido a la capa de roca impermeable.
Otro descubrimiento inesperado fue la gran cantidad de hidrógeno, mezclado con el fango que fluía del agujero, descrito como «hirviendo con hidrógeno».

## Estado actual

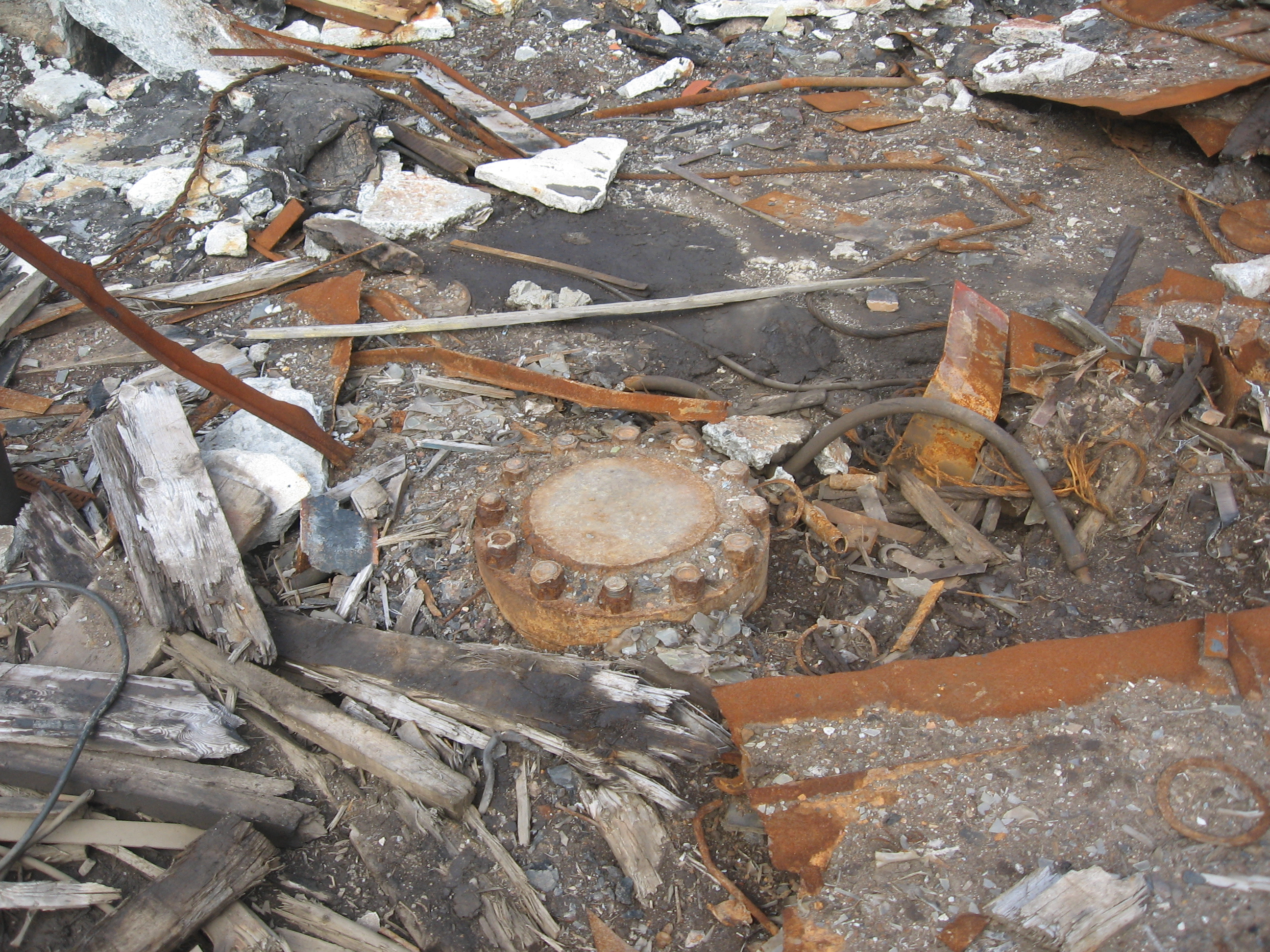
Estado de la cubierta del pozo, abandonado y sellado en 2012.

El pozo fue controlado por la empresa científica estatal GNPP Nedra, con un laboratorio geológico en su interior. El nivel más profundo activo fue el SG-5, que alcanzó los 8578 m de hondura y tiene 214 mm de diámetro.
A mediados de 2008, debido a limitaciones financieras y a la falta de apoyo, se ha acordado el cierre a plazo indefinido del proyecto.

## Otros proyectos
En Estados Unidos se emprendió un proyecto similar en 1957, el proyecto Mohole, cuya finalidad era penetrar bajo la corteza del océano Pacífico en las costas de México. Sin embargo, después de iniciar la perforación, el proyecto fue abandonado en 1966 debido a la carencia de financiación. Esta falta afectó a otros proyectos: Deep Sea Drilling Project, Programa de Perforación Oceánica, y el actual Programa Integrado de Perforación Oceánica.